# 48498 Murahashi
48498 Murahashi è un asteroide della fascia principale esterna. Scoperto nel 1993, presenta un'orbita caratterizzata da un semiasse maggiore pari a 3,179698 UA e da un'eccentricità di 0,148445, inclinata di 18,972418° rispetto all'eclittica. Ha un diametro di 17,654 km e un'albedo di 0,070.
Hisanori Murahashi fu un funzionario del periodo Meiji, quando il Giappone aspirava a diventare una nazione moderna. Si impegnò a fondo per promuovere lo sviluppo industriale di Hokkaido, all'epoca sottosviluppato, e costruì anche il primo birrificio giapponese.